# Gökhan Altıparmak
Sami Gökhan Altıparmak (* 20. April 2001 im Yenimahalle) ist ein türkischer Fußballspieler.

## Karriere
Altıparmak begann seine Karriere 2013 in der Jugendverein von Gençlerbirliği Ankara. Am 5. Februar unterschrieb er bei Gençlerbirliği seinen Profivertrag. Sein Debüt gab er am 14. März 2020 bei einer 0:1-Niederlage in der Süper Lig gegen Denizlispor. In der Saison 2023/24 wurde Altıparmak an den Drittligisten Hacettepe 1945 SK ausgeliehen. Nach Saisonende kehrte er zu Gençlerbirliği zurück.